# G.719
G.719是ITU-T第一个真正的宽频音效编解码协议，于2008年6月13日被其接受。
单声道编码的码率在32~128kbit之间，双声道编码的码流在64~256kbit之间，采用48KHz采样，最高提供20KHz的频宽效果。端到端时延40ms，运算复杂度17.7MIPS，由Polycom（宝利通）与爱立信共同合作完成。
G.719正广泛应用于语音及音乐编码，尤其在是视频会议行业，已被多家厂商所采纳。
若需将G.719用于商业用途，需要得到Polycom（宝利通）和爱立信两家共同的授权，并且在获得宝利通授权的同时，还会额外获得G.722.1（宝利通Siren 7 音频编解码库）、G.722.1 附录C （宝利通Siren 14音频编解码库）两项使用授权。